# Yassine Idrissi
Pour les articles homonymes, voir Idrissi.
Yassine Idrissi, né le 13 janvier 1984 à Rabat, est un joueur franco-marocain de handball évoluant au poste de gardien de but.
Avec l'équipe nationale du Maroc, il a notamment participé au Championnat du monde 2021.

## Biographie
Né à Rabat, Yassine Idrissi a suivi ses parents en France et arrive à cinq ans et demi à Argelès-sur-Mer, près de Perpignan, où il commence à jouer au handball comme arrière gauche au club local. En 1999, il arrive au pôle espoirs de Nîmes et un an plus tard, il quitte son premier club d’Argelès-sur-Mer pour l'USAM Nîmes.
Il y fait ses premières apparitions dans les cages de l'équipe première lors de la saison 2004-2005, alors qu’il est encore au centre de formation du club. L’histoire avec le club gardois aurait pourtant pu vite s’arrêter si Alain Portes, ne lui avait pas fait confiance lors de son arrivée à la tête de la « Green Team » en 2006. D'abord doublure de Bruno Martini lors de la saison 2006-2007, Yassine Idrissi s'impose dans les buts de l'USAM dès le début de la saison 2007-2008 et devient une des révélations de la saison du championnat, étant désigné meilleur joueur du mois en mars 2008. 
Lors de la saison 2008-2009, il est transféré à l'US Créteil, puis la saison suivante au RS Saint-Cyr Touraine HB. Après le départ de William Annotel vers le club de Dunkerque, il revient à l'USAM Nîmes en 2011.
En décembre 2015, il signe avec le club du Fenix Toulouse Handball pour deux saisons plus une en option à compter de la saison 2016-2017. Depuis la saison 2019-2020, Yassine porte les couleurs du Limoges Handball.
Après trois ans dans le Limousin, Idrissi, en fin de contrat, quitte Limoges en juin 2021 et s'engage pour les deux saisons avec le club de Cournon-d'Auvergne qui évolue alors en Nationale 1 élite,. Il ne joue toutefois que 9 matchs avec le club auvergnat et part du club en décembre. Il n'est pas retenu avec le Maroc pour participer au Championnat du monde 2023.

## Palmarès

### En club
- Vainqueur du Championnat de France de D2 (1) : 2013
- Finaliste de la Coupe de la Ligue en 2018

### En équipe nationale
Championnat d'Afrique des nations
- Médaille de bronze au Championnat d'Afrique des nations 2006
- 4e place au Championnat d'Afrique des nations 2012
- 5e place au Championnat d'Afrique des nations 2016
- 4e place au Championnat d'Afrique des nations 2018
- 6e place au Championnat d'Afrique des nations 2020
- Médaille de bronze au Championnat d'Afrique des nations 2022

Championnat du monde
- 29e place au Championnat du monde 2021

### Récompenses individuelles
- Élu meilleur gardien du Championnat d'Afrique des nations 2012[6]